# Africa Movie Academy Award de l'acteur le plus prometteur
L'Africa Movie Academy Award de l'acteur le plus prometteur est un mérite annuel décerné par l'Africa Film Academy pour reconnaître les talents émergents du cinéma africain. La catégorie a été renommée et fusionnée individuellement depuis qu'elle a été attribuée pour la première fois en 2006.

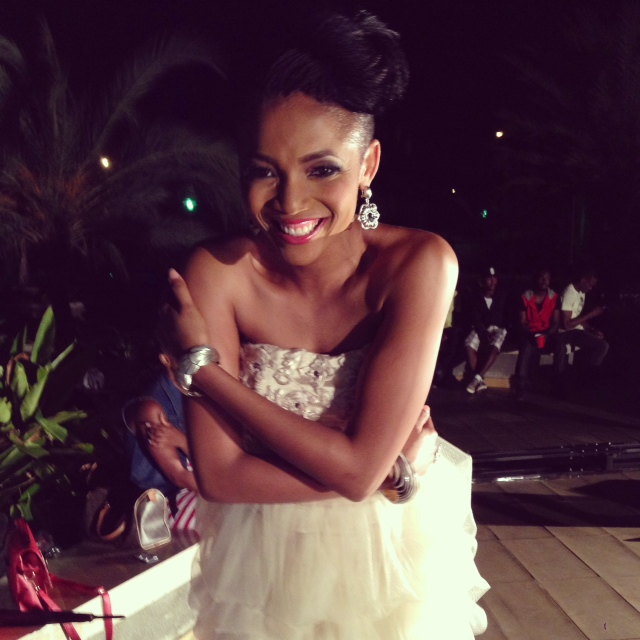
Chelsea Eze vainqueur 2010 de la catégorie

| Meilleur jeune acteur | Meilleur jeune acteur            | Meilleur jeune acteur                  | Meilleur jeune acteur             | Meilleur jeune acteur |
| année                 | Nom de la catégorie              | Nommés                                 | Film                              | Résultat              |
| --------------------- | -------------------------------- | -------------------------------------- | --------------------------------- | --------------------- |
| 2006                  | Meilleur acteur d'avenir         | Sam Anyamela                           | Day of Atonement                  | Lauréat               |
| 2006                  | Meilleur acteur d'avenir         | Akume Akume                            | Rising Moon                       | Nomination            |
| 2006                  | Meilleur acteur d'avenir         | Kalu Ikeagwu                           | Fragile Pain                      | Nomination            |
| 2006                  | Meilleur acteur d'avenir         | Alagie Sarr                            | Arrou (Prevention)                | Nomination            |
| 2006                  | Meilleure actrice d'avenir       | Tendal Musoni                          | Tanyaradzwa                       | Lauréat               |
| 2006                  | Meilleure actrice d'avenir       | Chika Ike                              | To Love a Stranger                | Nomination            |
| 2006                  | Meilleure actrice d'avenir       | Lilian Ikpe                            | Behind Closed Door                | Nomination            |
| 2006                  | Meilleure actrice d'avenir       | Elezra Ofori                           | My Mother’s Heart                 | Nomination            |
| 2007                  | Meilleur acteur d'avenir         | Ali Nuhu                               | Sitanda                           | Lauréat               |
| 2007                  | Meilleur acteur d'avenir         | Amzat Abdel Hakim                      | Abeni                             | Nomination            |
| 2007                  | Meilleur acteur d'avenir         | Mbong Odungide                         | The Amazing Grace                 | Nomination            |
| 2007                  | Meilleur acteur d'avenir         | Moumouni Sanou                         | Mokili                            | Nomination            |
| 2008                  | Meilleur acteur d'avenir         | OC Ukeje & Jibril Hoomsuk (co-winners) | White Waters                      | Lauréat               |
| 2008                  | Meilleur acteur d'avenir         | Maleke Idowu                           | Checkpoint                        | Nomination            |
| 2008                  | Meilleur acteur d'avenir         | Van Vicker                             | Princess Tyra & Return of Beyonce | Nomination            |
| 2008                  | Meilleur acteur d'avenir         | Kunle Fawole                           | Cash Money                        | Nomination            |
| 2008                  | Meilleur acteur d'avenir         | Krossin                                | New Jerusalem                     | Nomination            |
| 2008                  | Meilleure actrice d'avenir       | Uju Okeke                              | Mission To Nowhere                | Lauréat               |
| 2008                  | Meilleure actrice d'avenir       | Jackie Appiah                          | Princess Tyra                     | Nomination            |
| 2008                  | Meilleure actrice d'avenir       | Yvonne Nelson                          | Princess Tyra                     | Nomination            |
| 2009                  | Meilleure actrice d'avenir       | Litha Booi                             | Gugu and Andile                   | Lauréat               |
| 2009                  | Meilleure actrice d'avenir       | Mavila Anthana Keriario                | Battle of the Soul                | Nomination            |
| 2009                  | Meilleure actrice d'avenir       | Ruffy Samuel                           | Dead End                          | Nomination            |
| 2009                  | Meilleure actrice d'avenir       | Segun Adefila                          | Arugba                            | Nomination            |
| 2009                  | Meilleure actrice d'avenir       | Sheriff Ramzy                          | Seventh Heaven                    | Nomination            |
| 2009                  | Meilleure actrice d'avenir       | Lungelo Dhladha                        | Gugu and Andile                   | Lauréat               |
| 2009                  | Meilleure actrice d'avenir       | Bhaira Mcwizu                          | Cindy’s Note                      | Nomination            |
| 2009                  | Meilleure actrice d'avenir       | Bukola Awoyemi                         | Arugba                            | Nomination            |
| 2009                  | Meilleure actrice d'avenir       | Lydia Forson                           | Scorned                           | Nomination            |
| 2009                  | Meilleure actrice d'avenir       | Béa Flore Mfouemoun                    | Mah Sa-Sah                        | Nomination            |
| 2010                  | Meilleur acteur d'avenir         | Wilson Maina                           | Togetherness Supreme              | Lauréat               |
| 2010                  | Meilleur acteur d'avenir         | Wole Ojo                               | The Child                         | Nomination            |
| 2010                  | Meilleur acteur d'avenir         | John Dumelo                            | Heart of Men                      | Nomination            |
| 2010                  | Meilleur acteur d'avenir         | Pethro Tumba Mbole                     | A Game of my Life                 | Nomination            |
| 2010                  | Meilleur acteur d'avenir         | Sunny Chikezie                         | Lilies of the Ghetto              | Nomination            |
| 2010                  | Meilleure actrice d'avenir       | Chelsea Eze (co-winner)                | Silent Scandals                   | Lauréat               |
| 2010                  | Meilleure actrice d'avenir       | Rehema Nanfuka (co-winner)             | Imani                             | Lauréat               |
| 2010                  | Meilleure actrice d'avenir       | Martha Kisaka                          | Togetherness Supreme              | Nomination            |
| 2010                  | Meilleure actrice d'avenir       | Martha Ankomah                         | Sins of the Soul                  | Nomination            |
| 2010                  | Meilleure actrice d'avenir       | Ashionye Michelle Ugboh                | Jungle Ride                       | Nomination            |
| 2011                  | Meilleur acteur d'avenir         | Edward Kagutuzi                        | Mirror Boy                        | Lauréat               |
| 2011                  | Meilleur acteur d'avenir         | Yves Dusenge & Roger Nsengiyumua       | Africa United                     | Nomination            |
| 2011                  | Meilleur acteur d'avenir         | Samson Odhiambo & Leila Dayan Opou     | Soul Boy                          | Nomination            |
| 2011                  | Meilleur acteur d'avenir         | Donovan Adams                          | Shirley Adams                     | Nomination            |
| 2011                  | Meilleur acteur d'avenir         | Junior Singo                           | Hopeville                         | Nomination            |
| 2012                  | Meilleur jeune acteur prometteur | Ivie Okujaye                           | Alero’s Symphony                  | Lauréat               |
| 2012                  | Meilleur jeune acteur prometteur | Neo Ntatleno                           | State of Violence                 | Nomination            |
| 2012                  | Meilleur jeune acteur prometteur | Iyobosa Olaye                          | Adesuwa                           | Nomination            |
| 2012                  | Meilleur jeune acteur prometteur | Martha Ankomah                         | Somewhere in Africa               | Nomination            |
| 2012                  | Meilleur jeune acteur prometteur | Thomas Gumede                          | Otelo Burning                     | Nomination            |
| 2012                  | Meilleur jeune acteur prometteur | Sihle Xaba                             | Otelo Burning                     | Nomination            |
| 2013                  | Meilleur jeune acteur prometteur | Belinda Effah                          | Kokomma (co-winner)               | Lauréat               |
| 2013                  | Meilleur jeune acteur prometteur | Joseph Wairimu                         | Nairobi Half Life (co-winner)     | Lauréat               |
| 2013                  | Meilleur jeune acteur prometteur | Sumela Maculuva                        | Virgin Magarida                   | Nomination            |
| 2013                  | Meilleur jeune acteur prometteur | Shonelo Mbutho                         | Ulanga The Mark                   | Nomination            |
| 2013                  | Meilleur jeune acteur prometteur | Karoumwi Olakunle                      | The Twin Sword                    | Nomination            |
| 2014                  | Meilleur jeune acteur prometteur | Petronella Tshuma                      | Of Good Report                    | Lauréat               |
| 2014                  | Meilleur jeune acteur prometteur | Evelyn Galle Ansah                     | Good Old Days: For the Love of AA | Nomination            |
| 2014                  | Meilleur jeune acteur prometteur | Tope Tedela                            | A Mile from Home                  | Nomination            |
| 2014                  | Meilleur jeune acteur prometteur | Kitty Phillips                         | The Children of Troumatron        | Nomination            |
| 2014                  | Meilleur jeune acteur prometteur | Shawn Faqua                            | The Twin Sword                    | Nomination            |
| 2015                  | Meilleur jeune acteur prometteur | Kemi Lala Akindoju                     | Dazzling Mirage                   | Lauréat               |
| 2015                  | Meilleur jeune acteur prometteur | Hassan Spike Insingoma                 | Boda Boda Thieves                 | Lauréat               |
| 2015                  | Meilleur jeune acteur prometteur | Demola Adedoyin                        | October 1                         | Nomination            |
| 2015                  | Meilleur jeune acteur prometteur | Vinjeru Kamanga                        | Bella                             | Nomination            |
| 2015                  | Meilleur jeune acteur prometteur | Chiedza Mhende                         | Love The One You Love             | Nomination            |
| 2016                  | Meilleur jeune acteur prometteur | Zubaidat Ibrahim Fagge                 | Dry                               | Lauréat               |
| 2016                  | Meilleur jeune acteur prometteur | Nyanso Dzedze                          | Hear Me Move                      | Nomination            |
| 2016                  | Meilleur jeune acteur prometteur | Ophelia Klenam Dzidzornu               | The Cursed Ones                   | Nomination            |
| 2016                  | Meilleur jeune acteur prometteur | Ifu Ennada                             | O-Town                            | Nomination            |
| 2016                  | Meilleur jeune acteur prometteur | Eve Esin                               | Oshimiri                          | Nomination            |
| 2017                  | Meilleur jeune acteur prometteur | Madina Nalwanga                        | La Dame de Katwe                  | Lauréat               |
| 2017                  | Meilleur jeune acteur prometteur | Paballo Koza                           | Dora’s Peace                      | Nomination            |
| 2017                  | Meilleur jeune acteur prometteur | Azwille Shanane-Madiba                 | Vaya                              | Nomination            |
| 2017                  | Meilleur jeune acteur prometteur | Austin Rose                            | Call Me Thief                     | Nomination            |
| 2017                  | Meilleur jeune acteur prometteur | Adam Kanyama                           | While We Live                     | Nomination            |
| 2018                  | Meilleur jeune acteur prometteur | Anine Lansari                          | The Blessed Vost                  | Lauréat               |
| 2018                  | Meilleur jeune acteur prometteur | Patrick Dibuah                         | Banana Island Ghost               | Nomination            |
| 2018                  | Meilleur jeune acteur prometteur | Austin Enabulele                       | In My Country                     | Nomination            |
| 2018                  | Meilleur jeune acteur prometteur | Cindy Sanyue                           | Bella                             | Nomination            |
| 2018                  | Meilleur jeune acteur prometteur | Maurice Paige                          | Pop Lock ‘N’ Roll                 | Nomination            |
| 2018                  | Meilleur jeune acteur prometteur | Nichole Ozioma Banna                   | Icheke Oku                        | Nomination            |
| 2018                  | Meilleur jeune acteur prometteur | Zainab Balogun                         | Sylvia                            | Nomination            |
| 2019                  | Meilleur jeune acteur prometteur | Cynthia Dankwa                         | The Burial of Kojo                | Lauréat               |
| 2019                  | Meilleur jeune acteur prometteur | Cathryn Credo                          | Fatuma                            | Nomination            |
| 2019                  | Meilleur jeune acteur prometteur | Youssef Alaoui                         | Urgent                            | Nomination            |
| 2019                  | Meilleur jeune acteur prometteur | Angel Onyinyechi Unigwe                | Light in the Dark                 | Nomination            |
| 2019                  | Meilleur jeune acteur prometteur | Emilio Bilo                            | Mabata Bata                       | Nomination            |
| 2019                  | Meilleur jeune acteur prometteur | Jamma Ibrahim                          | The Delivery Boy                  | Nomination            |
| 2020                  | Meilleur jeune acteur prometteur | Faith Fidel                            | The Fisherman's Diary             | Lauréat               |
| 2020                  | Meilleur jeune acteur prometteur | Naomi Nemlin                           | Desrances                         | Nomination            |
| 2020                  | Meilleur jeune acteur prometteur | Chimezie Imo                           | Nimbe                             | Nomination            |
| 2020                  | Meilleur jeune acteur prometteur | Swanky JKA                             | Living in Bondage: Breaking Free  | Nomination            |
| 2020                  | Meilleur jeune acteur prometteur | Wayne Smith                            | Fiela’s Child                     | Nomination            |
| 2020                  | Meilleur jeune acteur prometteur | Cina Soul                              | Gold Coast Lounge                 | Nomination            |
| 2020                  | Meilleur jeune acteur prometteur | Anthonieta Kalunta                     | The Milkmaid                      | Nomination            |